# 후쿠오카현 제6구
후쿠오카현 제6구(福岡県 第6区)는 일본의 중의원 선거구이다. 1994년 공직선거법으로 신설되었다.
현재 중의원은 자유민주당 소속이며 前 일본 내각총리대신을 역임했던 하토야마 유키오의 남동생인 하토야마 구니오(2016년 작고)에 조카인 하토야마 지로이다.

## 지역
- 구루메시
- 오카와시
- 오고리시
- 우키하시